# جون فوربس (متسابق يخت)
جون فوربس (بالإنجليزية: John Forbes)‏ هو متسابق يخت أسترالي، ولد في 29 يناير 1970 في سيدني في أستراليا.

## وصلات خارجية
- جون فوربس على موقع أوليمبيديا (الإنجليزية)